# Simonovka
Simonovka - Симоновка (rus) és un possiólok del krai de Krasnodar, a Rússia. Es troba a les terres baixes de Kuban-Azov, a la península de Ieisk, a 12 km al sud de Ieisk i a 179 km al nord-oest de Krasnodar, la capital.
Pertany al municipi de Komsomolets.